# Nepenthes
Nepenthes (del griego νηπενθής, nepenthés, ‘que disipa el dolor’), género de planta carnívora, conocida popularmente como plantas jarra o copas de mono. Es el único género de la familia Nepenthaceae. Son plantas oriundas de las regiones tropicales del Viejo Mundo. Se distribuyen por China meridional, Indonesia, Malasia y las Filipinas; oeste de Madagascar (2 especies); Seychelles (1 especie); hacia el sur hasta Australia (3 especies) y Nueva Caledonia (1 especie); teniendo como límite septentrional la India (1 especie) y Sri Lanka (1 especie).
La mayor diversidad se encuentra en Borneo y Sumatra con gran número de especies endémicas. Muchas son plantas de áreas bajas de clima húmedo y cálido, aunque la mayoría son tropicales de montaña, que vegetan en condiciones de días cálidos y noches entre frescas a frías y húmedas durante todo el año. Unas pocas se consideran alpinas tropicales con días frescos y noches por debajo de cero. El nombre copas de monos se refiere al hecho de que se ha observado a los monos bebiendo agua de lluvia de ellas.
Existen tres tipos de Nepenthes:
- LowLand, que traducido significa de tierras bajas, esto significa que estas especies pueden aguantar temperaturas desde 25 °C hasta los 35 °C y una buena humedad ambiental. Estas se caracterizan por ser un poco más pequeñas y anchas, también tienen colores vividos.

- MidLand, que traducido significa tierras medias, al igual que las LowLand sus hojas tienen que estar siempre bien humectadas. Estas puede tener un rango más amplio de temperatura, desde los 15 °C hasta los 30 °C, este tipo de Nepenthes son de un tono rojizo y más alargadas y pueden crecer más que las de Lowland.

- HighLand, que significa tierras altas, puede aguantar temperaturas desde los 10 °C hasta los 20 °C, estas se caracterizan por ser muy largas y poco anchas con colores opacos.

## Características
Especies carnívoras, de hábito trepador o postrado.
Normalmente tienen un sistema radicular superficial y un tallo trepador o postrado de varios metros de longitud (15 o más) con un grosor que varía entre unos milímetros hasta 1 cm, más grueso en algunas especies, como en Nepenthes bicalcarata. De este tallo surgen hojas alternas, en forma de espada de color verde medio de unos 30 cm de longitud y con márgenes enteros. Una extensión en la punta de la hoja forma el zarcillo, que la ayuda a trepar y en el extremo de este se forma la trampa jarra, la cual surge en principio como un capullo para expandirse progresivamente hasta formar un globo o tubo coronado por una «tapa» que contiene un fluido acuoso o especie de almíbar producido por la propia planta donde los insectos, atraídos por el olor que producen las glándulas de néctar de la boca y tapa del odre, caen y son digeridos.

## Nutrición
Las plantas carnívoras de la familia Nepenthes se nutren de insectos y otros pequeños animales. Atraen a sus presas con una combinación de aroma, color y forma, y las atrapan en su interior. Una vez que la presa es capturada, la planta libera enzimas que descomponen los tejidos y liberan los nutrientes que la planta necesita para crecer y prosperar. La alimentación de las plantas carnívoras es un ejemplo de cómo las plantas han evolucionado para adaptarse a su entorno y obtener los nutrientes que necesitan para sobrevivir.
Pero también algunas plantas carnívoras han evolucionado y han cambiado su dieta de insectos a excrementos de algunos animales. Según un nuevo estudio presentado, esto se debe a la escasez de alimento para la planta, lo que la llevó a encontrar una nueva fuente de nutrientes en los excrementos de las musarañas (por ejemplo). Este cambio en la dieta es notable, ya que las plantas carnívoras son conocidas por atrapar y digerir insectos para obtener nutrientes.

## Cultivo
Algunos miembros de este género también se pueden cultivar en invernaderos cálidos y umbríos siempre que se consiga ambientes muy húmedos. Las especies más fáciles son: N. alata, N. ventricosa, N. khasiana, y N. sanguinea.
Se plantan en cestas de rejilla o metálicas que aseguren un buen drenaje con un sustrato a base de turba con musgo y perlita añadidos en una proporción de 1:2:1 o musgo de sphagnum con carbón vegetal añadido para evitar que se descomponga.
En todos los tipos de Nepenthes las hojas tienen que estar humectadas todo el tiempo. Se deben poner en un lugar donde reciban mucha luz y no sol directo. Hay que alimentarlas en caso de no ser posible que se alimenten ellas mismas. Si no existe la posibilidad de alimentarlas con algunos insectos, existen suplementos para alimentarlas. Si dentro de los jarros no hay un líquido, se le puede agregar agua de lluvia o destilada dentro, tan solo un cuarto del jarro para no diluir los jugos digestivos de la planta. En lo posible conviene sacarla cada tres o cuatro días al sol de la mañana, cuando apenas esté saliendo. También, regarlas con agua de lluvia o destilada cada que vez que la saque al sol.
La multiplicación se realiza por acodo aéreo o con esquejes de hoja en primavera y se plantan en musgo de esfagno en una cama caliente. Pueden tardar hasta 8 semanas en echar raíces y necesitan vaporizaciones con agua dulce a diario.
Las plantas viejas se deben podar drásticamente en primavera para fomentar la nueva vegetación. Se cambian de maceta en la misma época. Este proceso se debe hacer cuidadosamente para que las delicadas raíces no se rompan.
No toleran la luz solar intensa, por lo que es mejor ubicarlas en un lugar muy luminoso pero sin sol directo. Requieren un mínimo de 18 °C durante todo el año y riegos frecuentes y vaporizaciones diarias con agua no calcárea en la época de crecimiento activo. De vez en cuando, en la época de crecimiento, es conveniente introducir algunos insectos en el odre si no los hay volando alrededor.

## Etimología
La denominación Nepenthes para el género de estas plantas apareció por primera vez en 1737 en la obra Hortus Cliffortianus de Carlos Linneo. Se refiere a un pasaje de la Odisea de Homero en que Helena echa «en el vino que estaban bebiendo una droga contra el llanto y la cólera, que hacía olvidar todos los males». Nepenthes significa, literalmente, ‘sin pesar’ ( de ne = ‘no’, y penthos = ‘dolor’, ‘pesar’). Linneo explicó:
«Si esta no es la Nepenthes de Helena, lo será indudablemente para todos los botánicos. ¿Qué botánico no se sentiría embargado de admiración si, tras un largo viaje, encontrase esta maravillosa planta? ¡Olvidaría todos sus males pasados al contemplar, lleno de asombro, esta admirable obra del Creador!».
La planta descrita por Linneo era la N. distillatoria, llamada bān̆durā (බාඳුරා), una especie de Sri Lanka.
Nepenthes se adoptó oficialmente como nombre genérico en 1753, en la famosa obra de Linneo titulada Species Plantarum, que estableció la nomenclatura botánica tal como se utiliza hoy en día. Nepenthes distillatoria es la especie tipo del género. Entonces nadie se imaginó que se trataba de una planta carnívora, sino que pensaban que los odres servían para recoger el agua de lluvia, de modo que la planta pudiera sobrevivir en tiempos de sequía.

## Nepenthesen el arte
El tema de las Nepenthes no ha sido muy explotado en las artes y por lo general sólo se ha empleado para ilustrar catálogos de herbarios o libros de botánica y ciencias naturales.
Como obra artística, sin fines científicos, se destacan la serie de nepenthes de la pintora inglesa Marianne North, y el cuadro al óleo de la pintora china contemporánea Chen Hong, que representa un ejemplar de invernadero en el distrito cultural 798 de Pekín.
También aparecen en el poema del Cuervo de Edgar Allan Poe.
Por último, en la franquicia japonesa de videojuegos Pokémon, Victreebel es un Pokémon tipo Planta/Veneno cuya apariencia está basada en una Nepenthes.